# Stereobaat

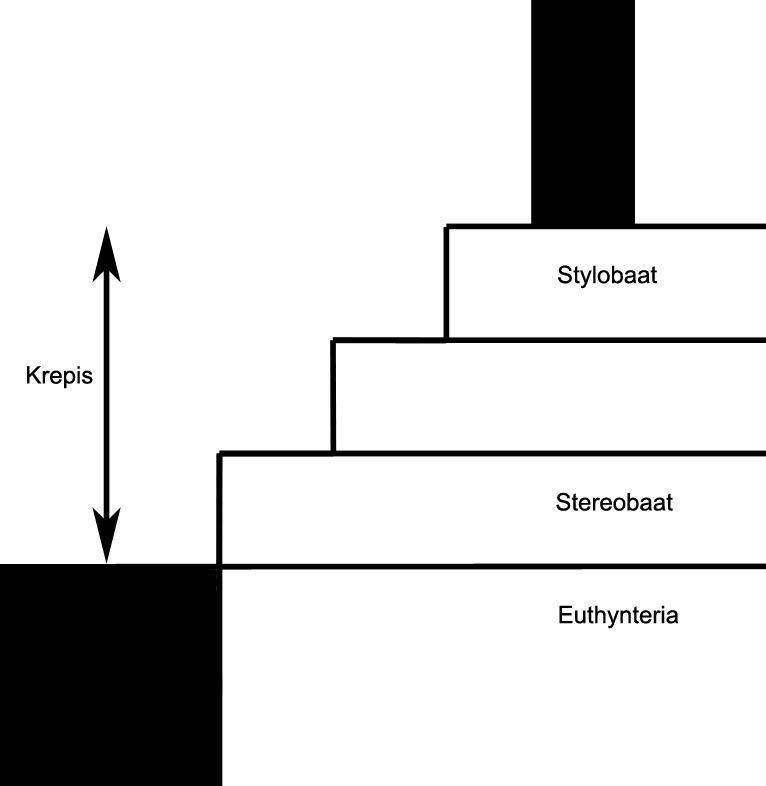
Schema van de opbouw van de fundering van een Griekse tempel

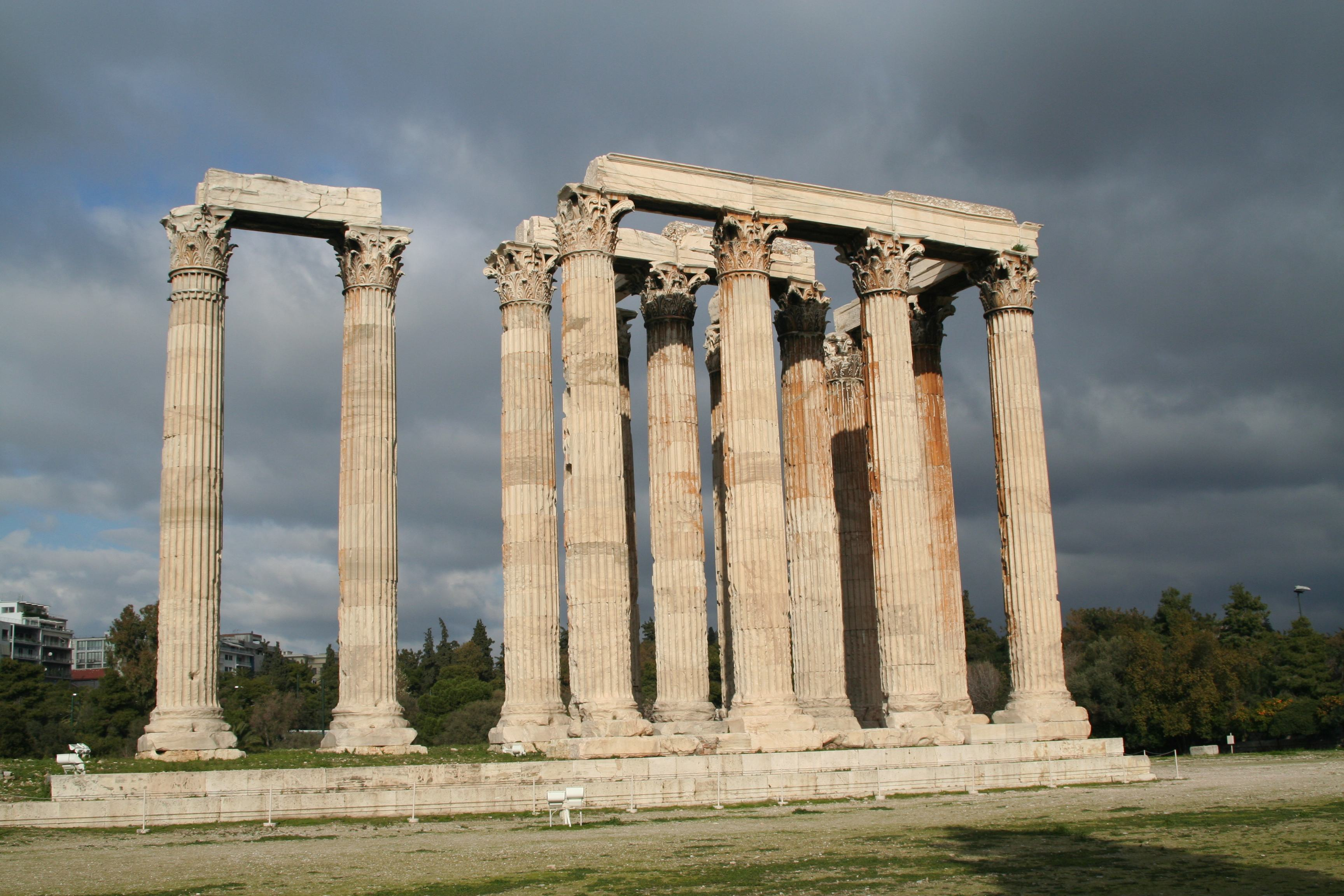
Ruïne van de Tempel van Zeus in Athene met 3 traptreden, de onderste is de stereobaat

De stereobaat is de onderste trede van de fundering van een Griekse tempel. 
Een krepis is het fundament en de trapvormige onderbouw van de Dorische en de Ionische orde. Deze fundering van de tempel bestond uit 3 lagen steen. Elke laag was smaller dan de onderliggende laag. De bovenste trede, die tevens de vloer van de tempel vormde, werd de stylobaat genoemd. Op deze manier werd een trap om het hele gebouw verkregen. 
In de Dorische orde lag de stereobaat direct op de grond. In de Ionische orde werd onder de stereobaat nog een extra geëffende fundering, de euthynteria aangelegd.